# Trichohippopsis magna
Trichohippopsis magna là một loài bọ cánh cứng trong họ Cerambycidae.